# Roberto Vecchi
Roberto Vecchi est un tireur sportif italien.

## Palmarès
Roberto Vecchi a remporté les épreuves Kuchenreuter Original et Boutet aux championnats du monde MLAIC 1996 à Warwick.
Il a fait une 4e place à l'épreuve Cominazzo Original et une cinquième place à l'épreuve Kuchenreuter Original aux championnats du monde MLAIC 1998 à Warwick